# 赫连罗提
赫连罗提（?—?），中国五胡十六国时代匈奴铁弗部人，夏國开国皇帝赫连勃勃的兄子。
开始随父祖为刘姓，为刘罗提。龙升元年（407年），赫连勃勃自立为天王，建立夏国。罗提受封左将军。龙升四年（410年），受命率领步骑兵一万攻打后秦将领姚广都，击破定阳（今陕西省宜川县西北），屠杀将士四千余人。凤翔元年（413年），全族从刘姓改为赫连姓。次年，统兵南攻打池阳（今陕西省泾阳县西北），被后秦车骑将军姚裕击退。